# John Sullivan (général)
Pour les articles homonymes, voir Sullivan et John Sullivan.
John Sullivan (17 février 1740 - 23 janvier 1795) est un général américain de la guerre d'indépendance des États-Unis, un délégué du Congrès continental et un juge fédéral des États-Unis. Troisième fils d'un colon irlandais, il a servi comme major-général dans l'Armée continentale et comme gouverneur du New Hampshire. Il a commandé l'expédition Sullivan en 1779, une campagne militaire visant à détruire les villages iroquois ayant pris les armes contre les révolutionnaires. Comme membre du congrès, il a travaillé en étroite relation avec l'ambassadeur français, Anne César de La Luzerne.
Une rue porte son nom à Manhattan : Sullivan Street.